# Gymnacranthera canarica
Gymnacranthera canarica är en tvåhjärtbladig växtart som beskrevs av Otto Warburg. Gymnacranthera canarica ingår i släktet Gymnacranthera och familjen Myristicaceae. Inga underarter finns listade i Catalogue of Life.